# Heilig Hart van Jezuskerk (Rothem)
De Heilig Hart van Jezuskerk is een rooms-katholiek kerkgebouw gewijd aan het Heilig Hart van Jezus in het dorp Rothem in de Nederlands Zuid-Limburgse gemeente Meerssen. Het gebouw uit 1929 van architect Jos Wielders is sinds 1997 een rijksmonument.

## Beschrijving exterieur
De kerk is gesitueerd aan een plein en vormt een ensemble met aan de achterzijde de voormalige pastorie en links ernaast de voormalige kapelanie. Ze ligt in de zichtas van de Kerkweg. Het gebouw in expressionistische stijl uit 1928-'29 van de Sittardse architect Jos Wielders is opgetrokken uit gele en rode baksteen en bestaat uit een kerktoren, een schip met smalle lage zijbeuken, een smal hoger koor en een lage apsis.
Rechts naast de kerk ligt een kerkhof.
De toren heeft last gehad van brand in 1969, waarna men de ingesnoerde torenspits heeft vervangen door een betonnen onderbouw met koperen tentdak. Aan de voet van de toren staat een beeld uit 1933 van Theresia van Lisieux door de beeldhouwer Mari Andriessen.

## Beschrijving interieur
Het kerkschip wordt overwelfd door een spitsboogvormig gewelf, rustend op betonnen spanten, die het uiterlijk hebben van gordelbogen. De kerk heeft zowel rechthoekige stalen vensters als grote spitsboogvensters met traceringen van beton en mergel. De Heilig Hart van Jezuskerk telt ongeveer 25 glas-in-loodramen, de meeste met gebrandschilderd glas. Een deel van de ramen zijn in 1928-'31 ontworpen door Joan Collette. Enkele recente ramen (uit 2000) zijn van Gerry Mesterom.
Het interieur van de kerk is vrijwel authentiek en deels ontworpen door Wielders (o.a. kerkbanken). Rond 1970 heeft een aanpassing van de communiebanken plaatsgevonden en rond 1980 is de vloer van het altaar vernieuwd. Links vooraan in de kerk bevindt zich een klein houten altaar afkomstig uit de huiskapel van de nabije villa Kruisdonk, een geschenk van de Maastrichtse familie Regout.
De in reliëf uitgevoerde kruiswegstaties zijn van Jean Weerts. De kerk bezit twee aan Charles Vos toegeschreven beelden en vier houten heiligenbeelden van onbekende kunstenaars uit eind jaren dertig. Op de altaarboog boven het priesterkoor zijn schilderingen aangebracht door Robert Franquinet met een voorstelling van de vier evangelisten. 

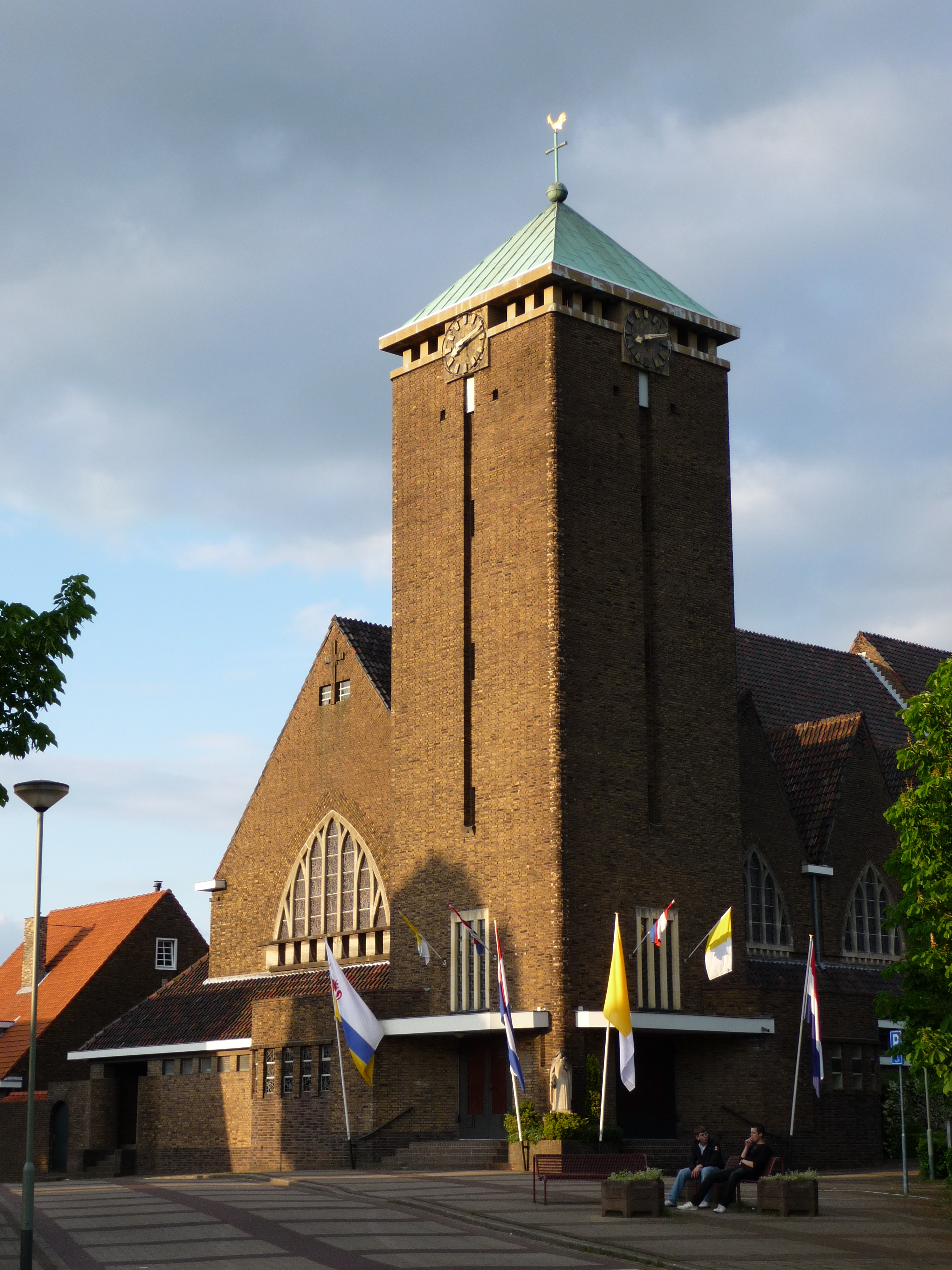
De toren
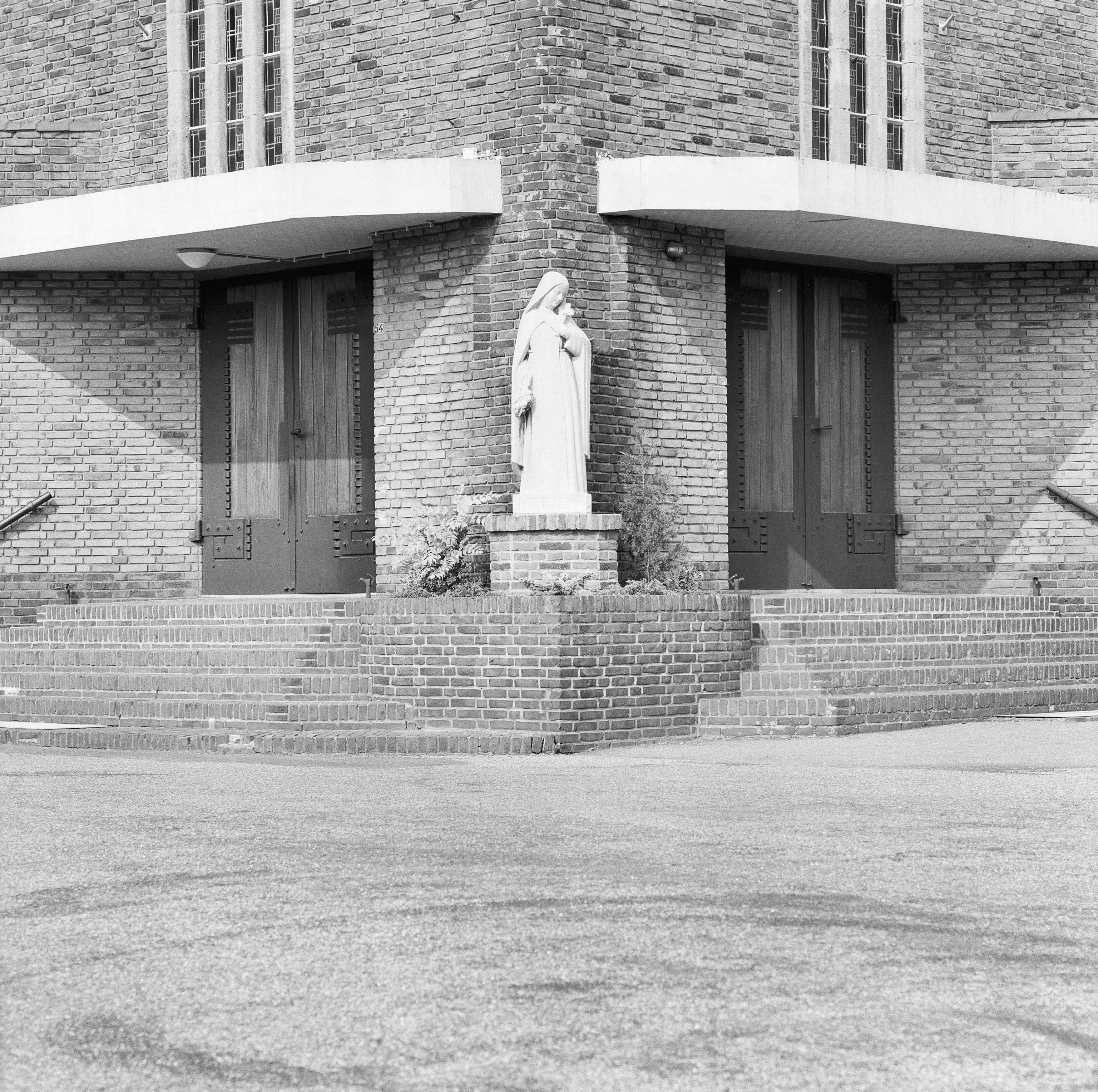
Beeld Theresia
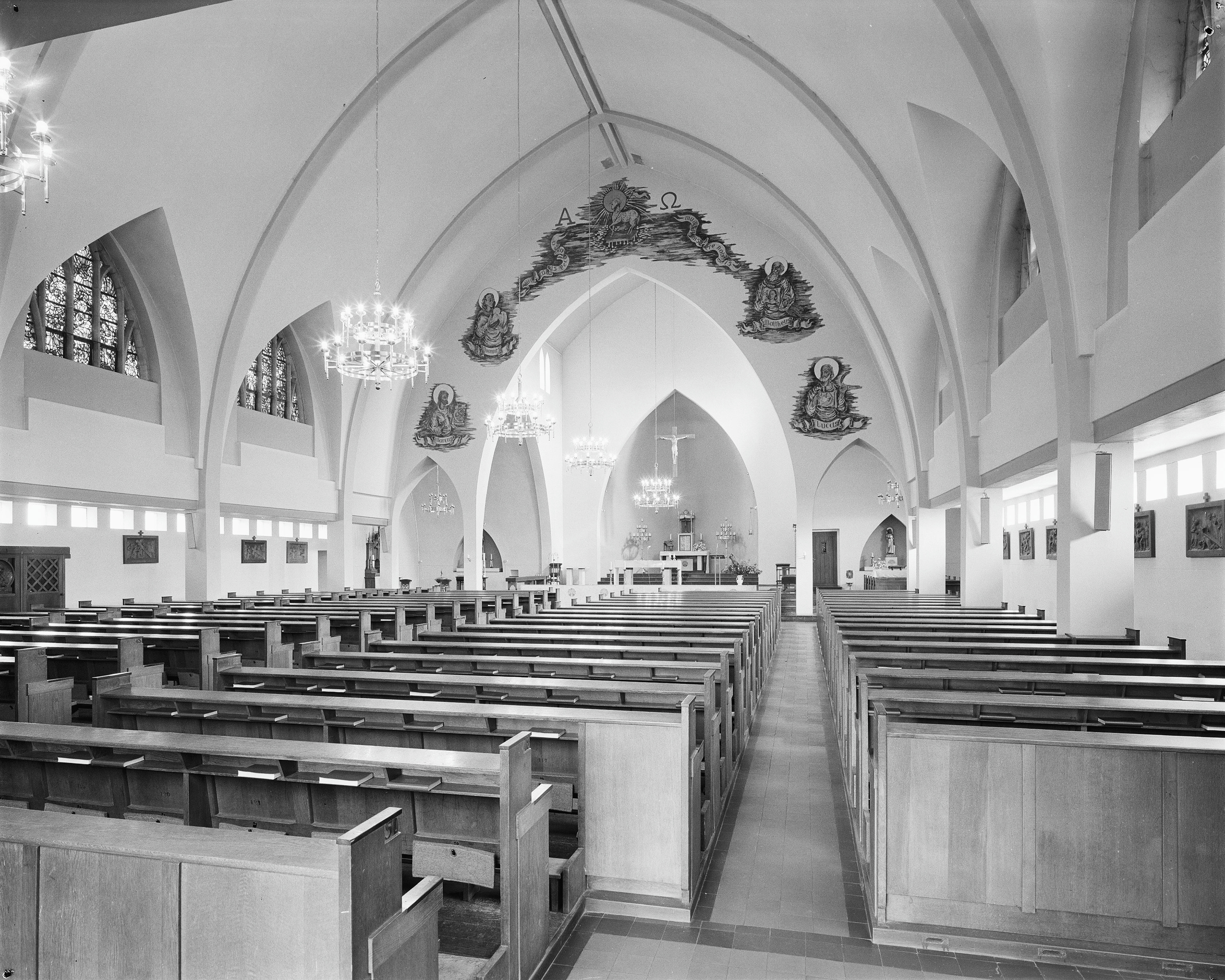
Zicht op priesterkoor
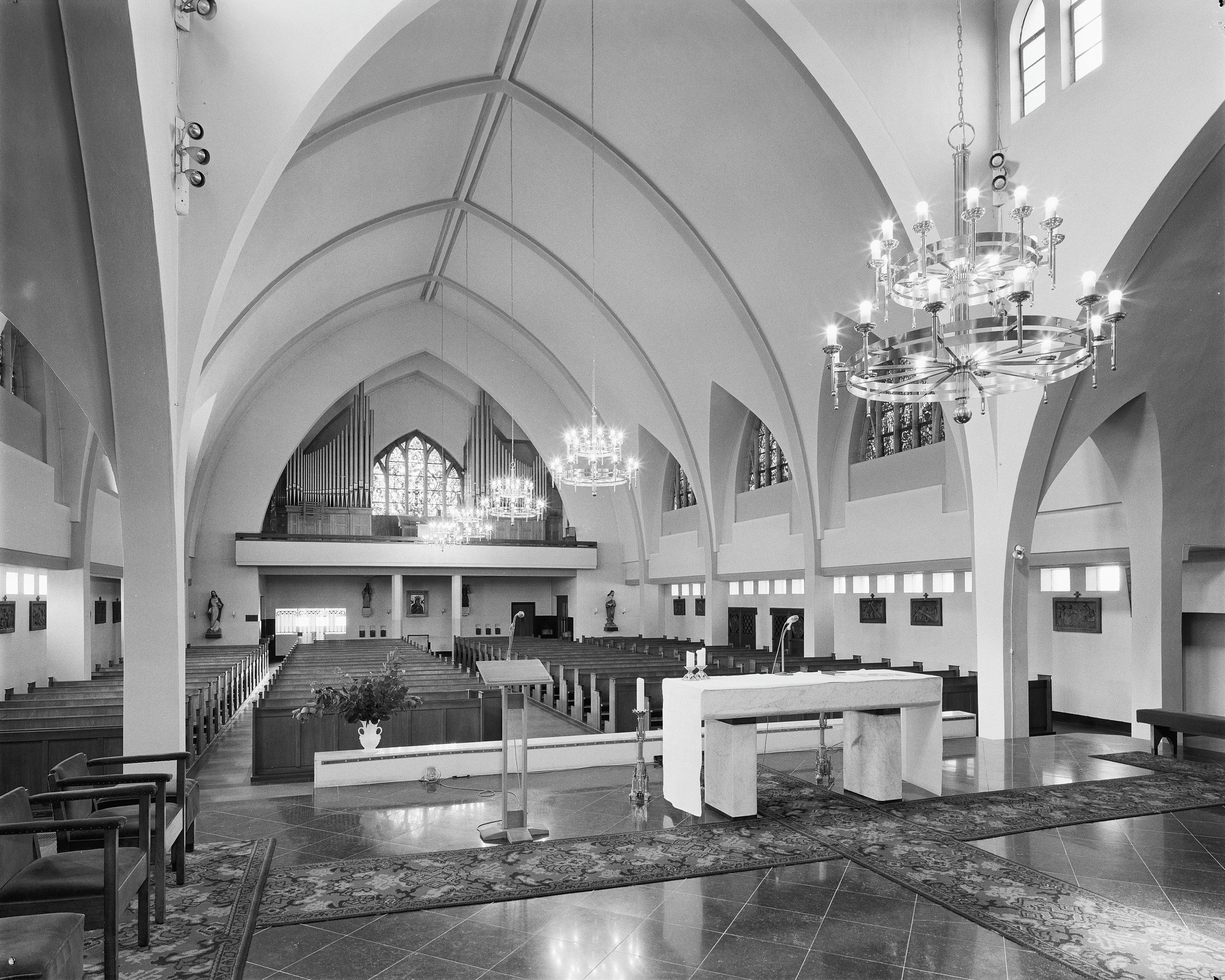
Zicht op orgel